# El Puerto de Amolero
El Puerto de Amolero är en ort i Mexiko.   Den ligger i kommunen San Julián och delstaten Jalisco, i den centrala delen av landet, 400 km nordväst om huvudstaden Mexico City. El Puerto de Amolero ligger 2 100 meter över havet och antalet invånare är 118.
Terrängen runt El Puerto de Amolero är platt norrut, men söderut är den kuperad. Runt El Puerto de Amolero är det glesbefolkat, med 19 invånare per kvadratkilometer. Närmaste större samhälle är San Julián, 7,2 km nordväst om El Puerto de Amolero. I omgivningarna runt El Puerto de Amolero växer huvudsakligen savannskog.